# 舍盧季科韋
49°45′10″N 35°21′8″E / 49.75278°N 35.35222°E
舍盧德科韋（烏克蘭語：Шелудькове）是位於烏克蘭東部的村莊，由哈爾科夫州博霍杜希夫區的瓦爾基市鎮負責管轄。該村始建於1650年，面積5.3平方公里，海拔高度136米，2001年人口38。